# 드래곤 헌터
드래곤 헌터(프랑스어: Chasseurs de dragons, 영어: Dragon Hunters 드래건 헌터스[*])는 2008년 공개된 프랑스의 애니메이션 영화이다. 애니메이션 《샤세르 드 드래곤스》를 원작으로 한다.
드래곤 헌터 TV 시리즈와 동일한 창의적인 세계를 공유한다. 2008년 3월 26일 프랑스에서, 2008년 3월 20일 러시아와 뉴질랜드에서 출시되었다. 이 영화는 크리스털 어워드 최우수 장편상 후보에 올랐으며 €12,000,000 예산으로 $12,235,843를 벌어들였다.

## 줄거리
먼 미래, 세상은 다양한 크기와 모양의 떠다니는 섬들로 이루어져 혼란스럽다. 이 세계에는 악당, 농민, 소규모 영주들이 살아가는데, 그들의 주된 관심사는 생존이다. 굶주린 용들이 나타나 파괴를 일삼기 때문이다.
리안-추와 그위즈도는 용 사냥꾼이지만, 실력은 그다지 뛰어나지 않는다. 리안-추는 마음씨 좋은 거구의 사나이고, 그위즈도는 사기에 능한 욕심 많고 신경질적인 청년이다. 이들의 꿈은 양을 키우며 편안하게 지낼 수 있는 농장을 소유하는 것이다.
몇몇 섬을 지나, 아놀드 영주가 다스리는 요새가 있다. 영주는 20년마다 나타나 공포와 파괴를 몰고 오는 괴물 용, '세계 포식자'의 귀환을 두려워하며 살고 있다. 아무도 그를 물리치지 못했고, 살아 돌아온 자도 없다. 아놀드 영주의 조카 조이는 직접 나서기로 결심하고, 리안-추와 그위즈도를 찾아 도움을 청한다. 조이는 그들이 자신의 꿈속 영웅이라고 확신하며, 함께 환상적이고 위험한 모험을 떠난다.

## 캐스팅

### 한국어 더빙
- 장광 - 리안츄
- 김기리 - 귀즈도
- 박지윤 - 조이